# Huncalotis
Huncalotis is een uitgestorven geslacht van tweekleppigen uit de superfamilie van de Pectinoidea.

## Soorten
De volgende soorten zij bij het geslacht ingedeeld:
- Huncalotis millaini Damborenea & Leanza, 2016
- Huncalotis peruanum (Rivera, 1951)